# 熊元 (萬曆進士)
熊元（1545年—？），字子貞，號心吾，河南汝寧府光州人，民籍，明朝政治人物。

## 生平
隆庆四年（1570年）庚午科河南鄉試第三十三名，萬曆十一年（1583年）癸未科會試第三百十五名，登三甲第二百一十九名進士。都察院觀政，十二年授山东安丘知縣，十七年行取，授廣東道御史，十八年升湖廣佥事，二十年降用。三十年補任代州知州，以加佥事銜致仕。

## 家族
曾祖熊仁；祖父熊琳；父熊夢相。母胡氏。永感下。